# George and Earl
George and Earl war ein US-amerikanisches Country- und Rockabilly-Duo.

## Karriere

### Anfänge
George McCormick (* 16. Juni 1933) und Earl Aycock (* 1930) lernten sich erstmals durch Martha Carson kennen, eine Country-Sängerin, mit der McCormick zusammenarbeitete. 1954 stellte Aycock sich Carson in Birmingham, Alabama, vor und wurde kurze Zeit später in die Carsons Hintergrundband aufgenommen, in der auch McCormick spielte. Ein paar Monate später begannen die beiden als Duo zusammen aufzutreten. “Earl liked Carl Smith”, erinnerte sich McCormick später, “my favorite was Hank [Williams]. That’s one reason Earl and I sounded good together; our styles had a nice blend.” Dabei übernahm Earl den Hauptgesang und McCormick begleitete ihn mit einer Tenor-Harmonie.

### Plattenvertrag und Opry
Während Martha Carsons Auftritten in der Grand Ole Opry bekamen nun auch George und Earl die Gelegenheit, sich in der Show zu präsentieren. Schnell wurde das Duo zu einem Favoriten des Publikums und Opry-Manager Jack Stapp überlegte ernsthaft, George und Earl als separate Gruppe zu engagieren. Hinter der Bühne der Opry lernten die beiden dann 1955 Dee Kilpatrick, damals A&R-Manager der Mercury Records, kennen, der auf der Suche nach einem Duo war und deshalb eigentlich auf dem Weg nach Alabama war. George und Earl nutzten die Chance und spielten Kilpatrick vor, der die beiden unter Vertrag nahm und eine Session im Februar arrangierte.
Ihre erste Single erschien im April desselben Jahres mit Got Anything Good b/w Can I. Die nachfolgende Single Sweet Little Miss Blue Eyes im Juni zeigte sich mit guten Verkäufen vielversprechend, bis Carl Smith den Song für Columbia Records aufnahm und einen Hit daraus machte. Sweet Little Miss Blue Eyes sollte der größte Erfolg des Duos bleiben.

### Ende
In den nächsten Monaten spielten George und Earl acht weitere Titel ein; viele von denen hatten einen Einschlag zum Rockabilly.
1956 erschien mit Done Gone / Better Stop, Look and Listen ihre einzige richtige Rockabilly-Single. Der Titel wurde zu ihrem bekanntesten Stück und ist heute bei Rockabilly-Sammlern beliebt. Entgegen dem sonstigen Verfahren wurde die Single diesmal nicht mit Hank Garland an der Gitarre, sondern mit Joe Edwards, aufgenommen. McCormick begründete das später damit, dass Edwards besser Rock ’n’ Roll spielen konnte. Nach Done Gone trennten sich Aycock und McCormick, da Aycock in Houston blieb. Dort war er unter anderem als DJ aktiv und nahm bei dem kleinen Allstar-Label eine Single auf. McCormick blieb in Nashville und arbeitete als Hintergrundmusiker. 1985 wurde die LP Going Steady With The Blues von Bear Family Records herausgegeben, die zwölf Solo-Songs von McCormick und sechs zusammen mit Aycock enthielt.

## Diskografie
| Jahr | Titel                                                     | Label #          |
| ---- | --------------------------------------------------------- | ---------------- |
| 1955 | Can I / Got Anything Good                                 | Mercury 70605X45 |
| 1955 | Sweet Little Miss Blue Eyes / Goin' Steady With The Blues | Mercury 70632X45 |
| 1955 | Don’t, Don’t, Don’t / (All You’ve Given Me Is) Heartaches | Mercury 70683X45 |
| 1956 | Cry Baby Cry / Take A Look At My Darlin’                  | Mercury 70773X45 |
| 1956 | Done Gone / Better Stop, Look and Listen                  | Mercury 70852X45 |